# Thèn Sin
Thèn Sin là một xã thuộc huyện Tam Đường, tỉnh Lai Châu, Việt Nam.
Xã Thèn Sin có diện tích 38,93 km², dân số năm 1999 là 2204 người, mật độ dân số đạt 57 người/km².